# Jägerbataillon 292
Das Jägerbataillon 292 (JgBtl 292) wurde im Jahr 1993 in der Oberfeldwebel-Schreiber-Kaserne in Immendingen in Baden-Württemberg in Dienst gestellt und wurde aus dem Jägerbataillon 552 in Böblingen und dem Panzergrenadierbataillon 292 in Immendingen zusammengestellt. Es ist der Deutsch-Französischen Brigade unterstellt. Im Laufe des Jahres 1993 verlegte das Bataillon  in die Fürstenberg-Kaserne nach Donaueschingen, wo es heute noch stationiert ist. Die schwere Kompanie befindet sich in Stetten am kalten Markt.

## Gliederung

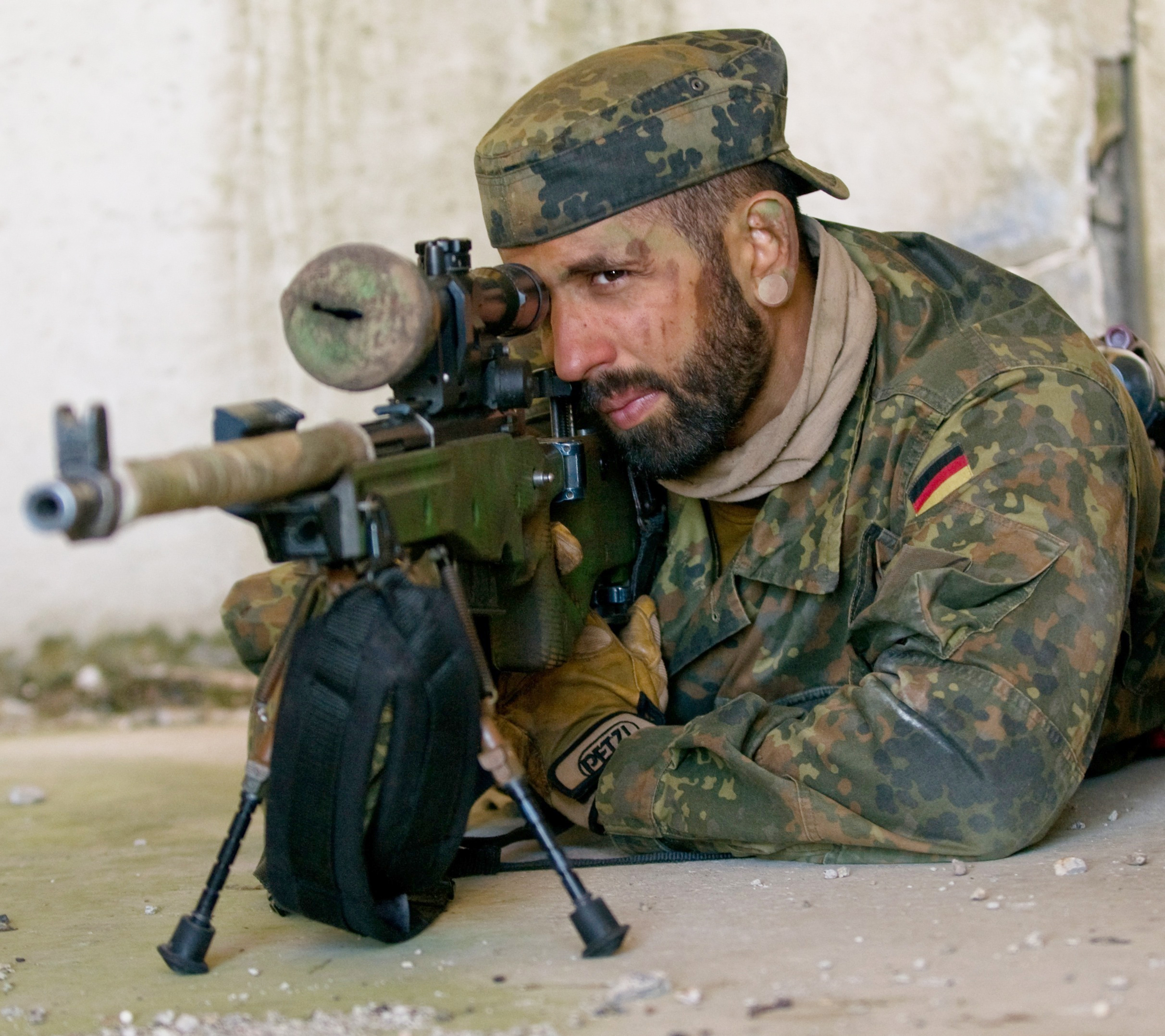
Ein Scharfschütze des Jägerbataillons 292 während einer Übung 2015 in Litauen

Das Jägerbataillon 292 gliedert sich in eine Versorgungs- und Unterstützungskompanie, drei Jägerkompanien und eine Schwere Jägerkompanie.
Die Kampfkompanien setzen sich aus insgesamt vier Zügen sowie der Kompanieführungsgruppe, einem Kompaniefeldwebeltrupp, einem Versorgungstrupp und dem Technischen Trupp zusammen. Der erste bis dritte Zug sind Infanteriezüge aus jeweils drei Gruppen (zwei Unteroffiziere mit Portepee und acht Soldaten) sowie einem Zugtrupp. Der vierte, (schwere) Infanteriezug ist mit schweren Infanteriewaffen wie Granatmaschinenwaffe und Panzerabwehrwaffe MILAN ausgestattet. Ihm ist die Scharfschützengruppe der Kompanie unterstellt. Diese unterstützt die Jägerzüge im Gefecht.
In der fünften (bis 2006 sechsten) (Schweren) Kompanie befinden sich die 120-mm-Mörser (acht Rohre Panzermörser M 113), der Panzerabwehrzug (sechs Wiesel mit MELLS), der Maschinenkanonenzug (sechs Wiesel mit MK 20), der Aufklärungszug (sechs Wiesel und zwei Geländefahrzeug gl Wolf) sowie der Feuerunterstützungszug mit dem Joint Fire Support Coordination Team (JFSCT) und vier Joint Fire Support Teams (JFST). Die ehemalige sechste (bis 2006 fünfte) Kompanie war die Einsatz- und Unterstützungskompanie des Bataillons, die den Hauptauftrag der Grundausbildung wahrnahm. Diese wurde in drei Zügen durchgeführt. Sie stellte weiterhin den Sicherungs- und Unterstützungszug, dessen Gliederung und Auftrag im Wesentlichen dem der leichten Infanteriezüge in den Kampfkompanien entsprach. Innerhalb des Stationierungskonzeptes 2011 wurde die sechste Kompanie Ende 2012 aufgelöst.

## Ausrüstung
Fahrzeuge:
- TPZ Fuchs
- GTK Boxer
- Geländefahrzeug Wolf
- Eagle IV
- Spähwagen Fennek
- LKW 2 t Unimog
- LKW 5 t MAN
- LKW 10 t MAN
- Waffenträger Wiesel
- Panzermörser M 113

Handwaffen:
- HK P8
- HK MP7
- MP2
- HK G36
- AG36
- Panzerfaust 3
- MELLS
- HK MG4
- MG3
- G22
- G82
- Granatpistole
- HK-Granatmaschinenwaffe
- HK G3 DMR (Designated Marksman Rifle)

Das Jägerbataillon 292 ist mit dem System Infanterist der Zukunft ausgestattet.

## Wappenbeschreibung
Goldenes Eichenlaub und grüner Grund sind typische Symbole der Jägertruppe. Drei Hirschgeweihstangen finden sich schon im Wappen des seit dem Jahr 1080 existierenden Adelshauses Württemberg. Der gelbe Grund verweist auf das Wappen des Bundeslandes Baden-Württemberg, in dem das Bataillon beheimatet ist.

### Uniform
Den Soldaten des Bataillons stehen als bundesweit einzigem Verband Schultertücher (französisch  „foulard de compagnie“) zum Zeichen der Verbundenheit  mit den Franzosen zur Verfügung. Sie kennzeichnen durch Kompaniefarben die Zugehörigkeit zur jeweiligen Kompanie.

## Geschichte
Bereits am 23. Mai 1997 verzeichnete das Bataillon die ersten Verluste an Menschenleben. Während des SFOR-Einsatzes der 2. Kompanie wurden ein Hauptgefreiter aus Freiburg und ein Unteroffizier aus Güstrow, die sich im Feldlager Rajlovac gerade auf eine Patrouille vorbereiteten, durch einen fahrlässig ausgelösten Feuerstoß der 20-mm-Bordkanone des Spähpanzers Luchs tödlich getroffen, ein weiterer Hauptgefreiter wurde schwer verwundet.
Im Rahmen des ISAF-Einsatzes fiel am 29. April 2009 der Hauptgefreite Sergej Motz in der Nähe des Feldlagers Kundus während eines Feuergefechtes mit Aufständischen. Vier weitere Soldaten des Bataillons wurden verwundet.
Am 25. April 2023 wurde dem Verband das Fahnenband „Einsatz“ verliehen.

## Kommandeure
- 2004 – 2006: Horst Busch
- ab 2010: Frank Lindstedt
- 2010–2012 Peter Mirow
- 2016–2019: Wolf Rüdiger Otto
- 2019–2022: Sandro Brandt
- seit 2022: Timo Elbertzhagen